# Extra, Vol. 2
Extra, Vol. 2 è un album di raccolta del gruppo musicale tedesco KMFDM, pubblicato nel 2008.

## Tracce

### Disco 1
1. Help Us/Save Us/Take Us Away (Weiner Mix) – 4:17
2. Help Us/Save Us/Take Us Away (Jager Mix) – 5:24
3. Help Us/Save Us/Take Us Away (Meister Mix) – 5:19
4. Help Us/Save Us/Take Us Away (Oktoberfest Mix) – 5:14
5. Bargeld (Cashflow Mix) – 6:20
6. Sucks (No Shit Radio Mix) – 4:00
7. Sucks (P-O-T-A-T-O Mix) – 3:43
8. Sucks (Goodbye Barb Mix) – 5:20
9. Sucks (12" Mix) – 4:01
10. More 'N' Faster – 4:21
11. A Drug Against War (Single Mix) – 3:43
12. A Drug Against War (Overdose Mix) – 5:28
13. A Drug Against War (Hookah Mix) – 3:36
14. Blood (Single Mix) – 4:01

### Disco 2
1. Light (Cellulite Mix) – 3:49
2. Light (Aerobic Mix) – 5:43
3. Light (Rubber Gloves Dub Mix) – 5:25
4. Light (Fat Back Mix) – 7:30
5. Light (Vengeance Mix) – 5:39
6. Light (Complete Orgasm Mix) – 5:00
7. Light (Diet Mix) – 6:00
8. Light (Lighthouse Mix) – 5:05
9. Light (White Cotton Balls Mix) – 5:10
10. Trust (Never Mix) – 4:37
11. Glory (War & Slavery Dub) – 3:48
12. Lust (Chem-lust Mix) – 5:28
13. Glory (Exploitation Mix) – 4:02